# 칼스버그
칼스버그(덴마크어: Carlsberg 카를스베르[*])는 덴마크의 맥주 회사이다. 1847년 J. C. 야콥센이 아들 카를(Carl)의 이름을 딴 양조장을 세웠으며 이 양조장이 회사의 기원이다. 2009년 기준으로 세계에서 4번째로 큰 맥주 회사이다.

## 제품
- 칼스버그
- 써머스비
- 크로넨버그 맥주